# سها اعتباری
سُها اعتباری دختر ۱۲ ساله اچمی (لارستانی) اهل روستای خلوص، شهرستان بستک، واقع در استان هرمزگان بود که در شامگاه یکشنبه، ۴ دی ۱۴۰۱ در جریان تیراندازی یک مأمور لباس‌شخصی پلیس استان هرمزگان کشته شد. این اتفاق در آستانه مراسم چهلم کیان پیرفلک، دانش‌آموز ۹ ساله ایذه‌ای، رخ می‌دهد که او نیز با تیراندازی مأموران کشته شد.

## واکنش‌ها
خبرگزاری فارس، وابسته به سپاه پاسداران انقلاب اسلامی، مدعی شد این واقعه در پی تیراندازی مأموران نیروی انتظامی به خودرویی که، ظن حمل مواد مخدر به آن می‌رفت، رخ داده‌است.

عبدالرحمن اعتباری پدر سها اعتباری در ۵ دی ۱۴۰۱ طبق ویدیویی که خبرگزاری فارس منتشر کرد گفت:
اتفاقی که دیشب برای دخترم افتاده هیچ ربطی به اغتشاشات و ناآرامی‌های در شهرستان ندارد و از مراجع قانونی می‌خواهم که پیگیری این موضوع را انجام دهند.
در ۷ دی ۱۴۰۱ محمدرضا حیدری دادستان نظامی استان هرمزگان از تشکیل پرونده قضایی برای این پرونده خبر داد. به گفته دادستان نظامی استان هرمزگان، «شیشه‌های دودی خودروی پژوپارس سفید رنگ و همچنین بی‌توجهی راننده به تابلوی ایست» باعث شد که مأموران برای متوقف کردن آن اقدام به تعقیب و گریز و شلیک به لاستیک و بدنه خودرو کنند که این تعقیب و گریز باعث کشته شدن کودک ۱۲ ساله شد.
در ۹ دی ۱۴۰۱، مولوی عبدالحمید امام جمعه اهل سنت زاهدان، در خطبه‌های نماز جمعه با اشاره به کشته‌شدن سها اعتباری و با دردآور خواندن کشته‌شدن کودکان در خیزش ۱۴۰۱ ایران گفت: «بی‌احتیاطی تیراندازی ماموران دولتی بچه‌ای را کشت.»